# Barajas de Melo
Barajas de Melo település Spanyolországban, Cuenca tartományban. Barajas de Melo Almoguera, Illana, Leganiel, Saceda-Trasierra, Vellisca, Paredes, Spain, Huelves, Belinchón és Estremera községekkel határos. Lakosainak száma 973 fő (2024).

## Népesség
A település lakosságának változását az alábbi diagram mutatja:
| Lakosok száma | 751  | 790  | 864  | 1026 | 1086 | 965  | 926  | 932  | 1005 | 973  |
|               | 2001 | 2004 | 2006 | 2009 | 2011 | 2014 | 2016 | 2019 | 2021 | 2024 |